# Fritz von Herzmanovsky-Orlando

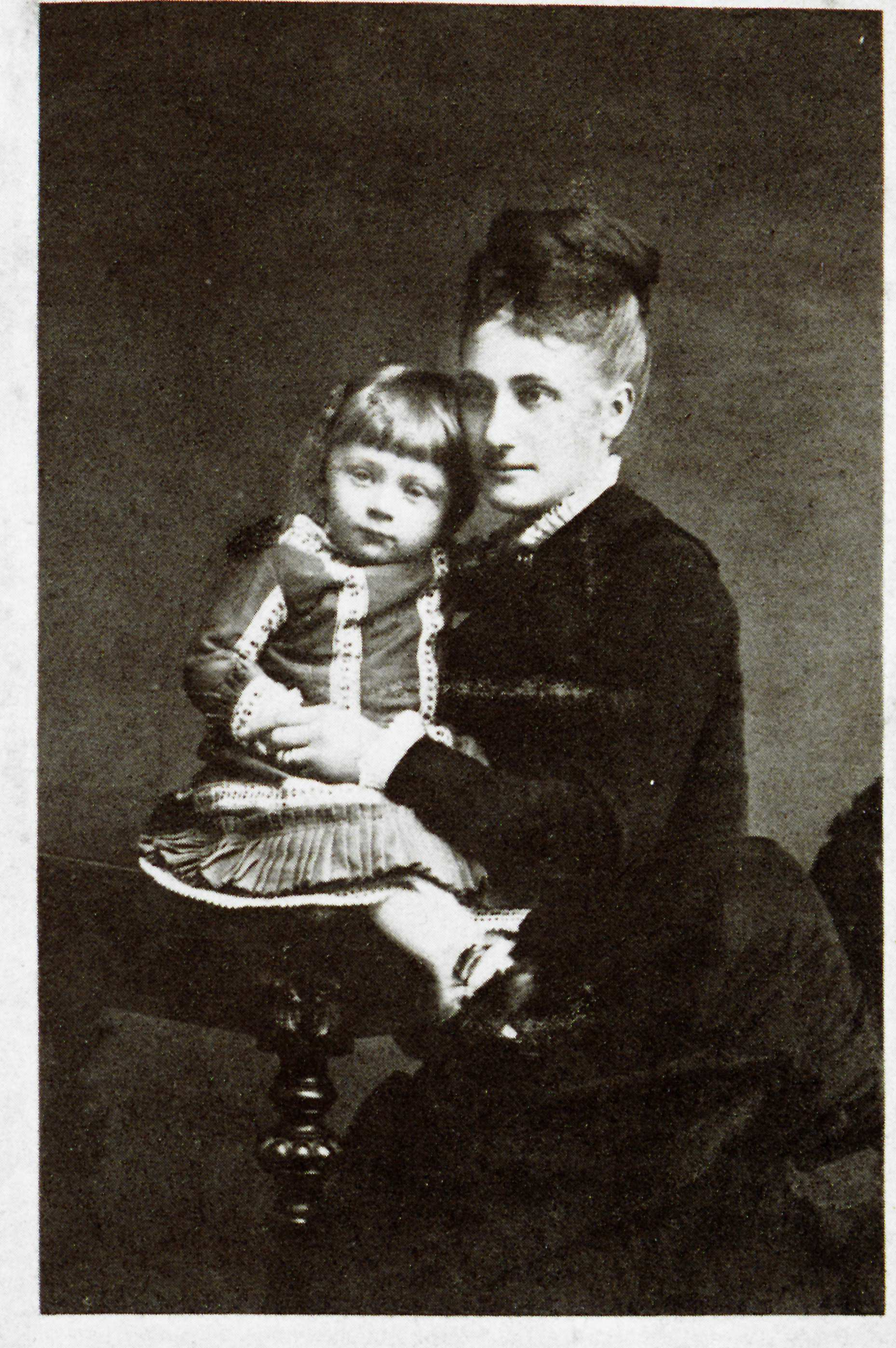
Josef Löwy: Aloisia von Orlando und Sohn Friedrich (1880)

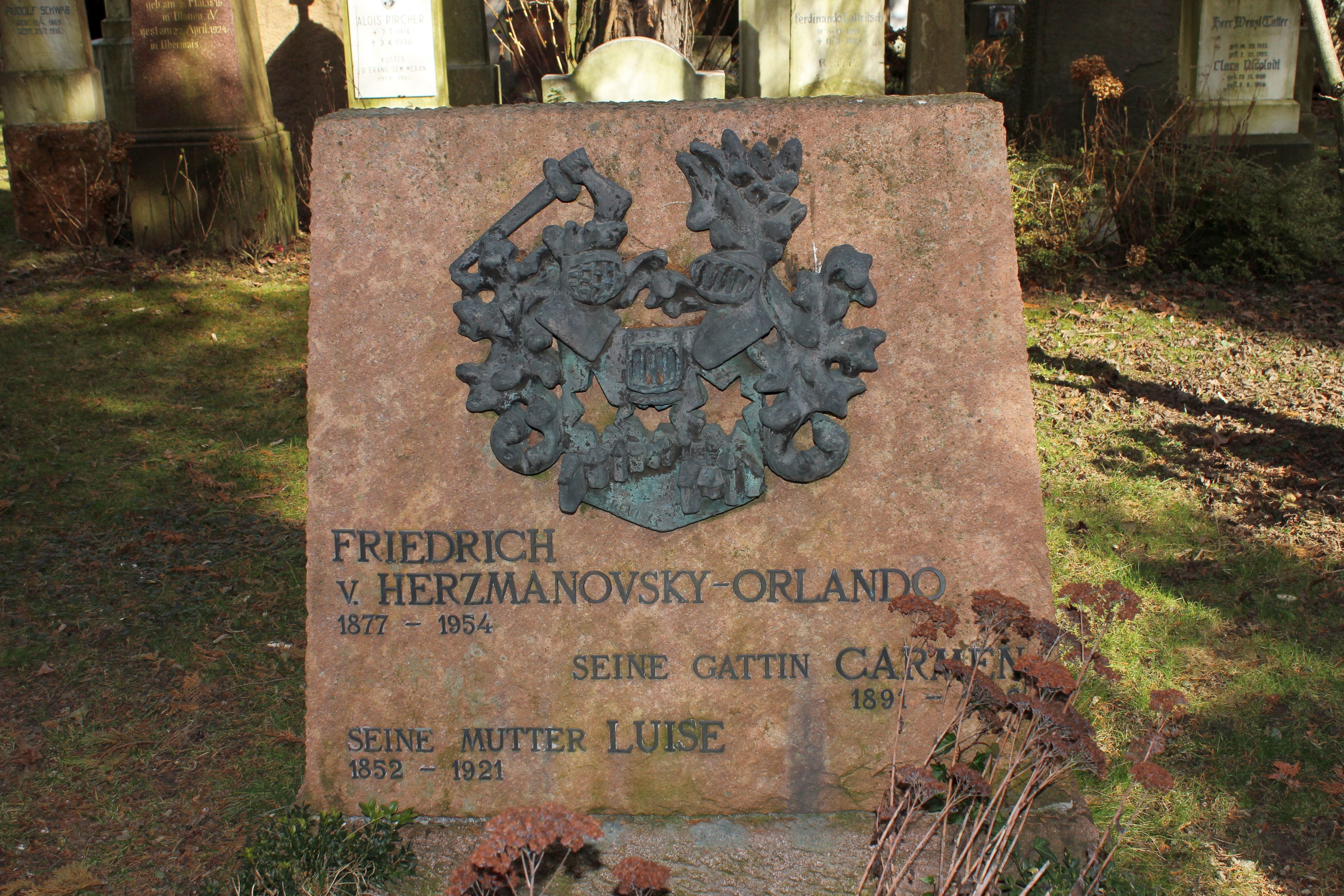
Grabstein der Familie Herzmanovsky-Orlando in Meran

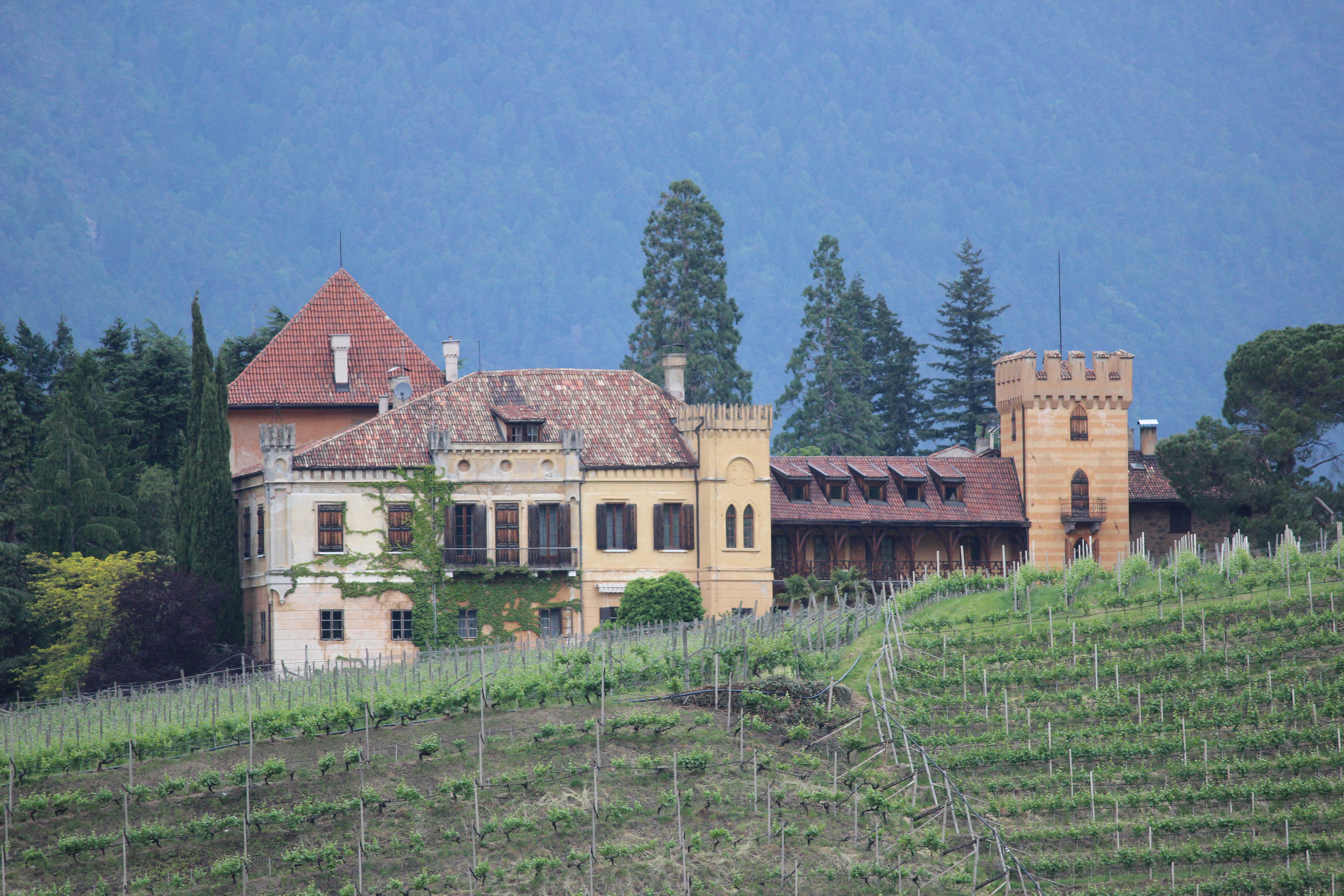
Schloss Rametz

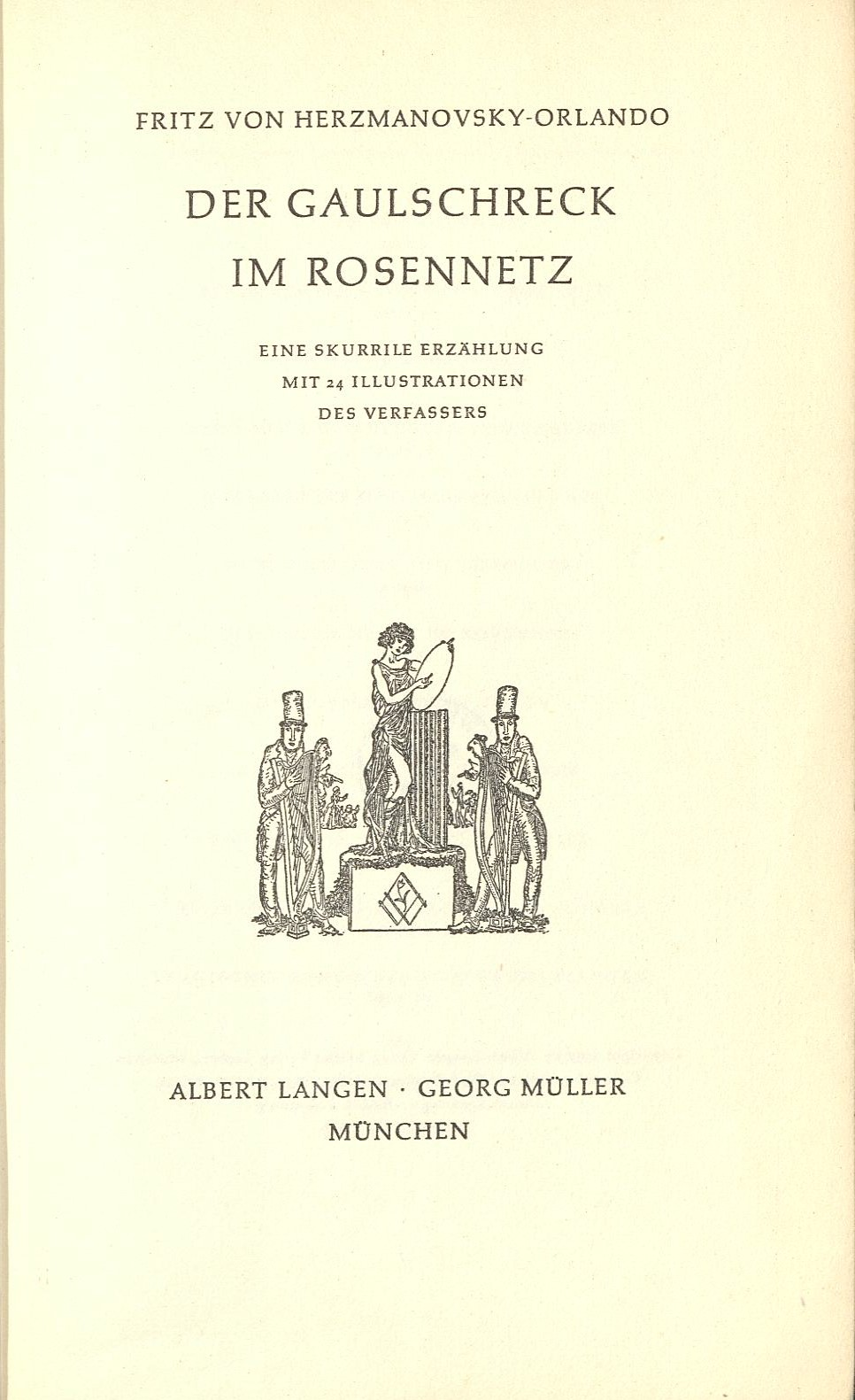
Der Gaulschreck im Rosennetz von 1928, Nachdruck 1957

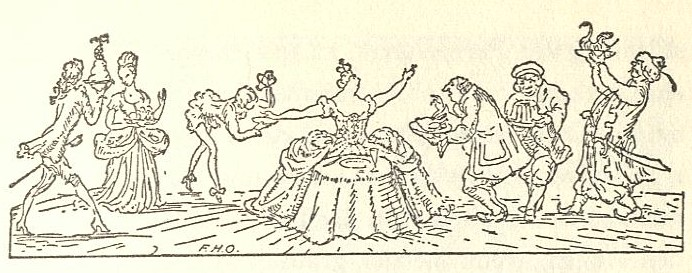
Illustration von F.H.O. (1928)

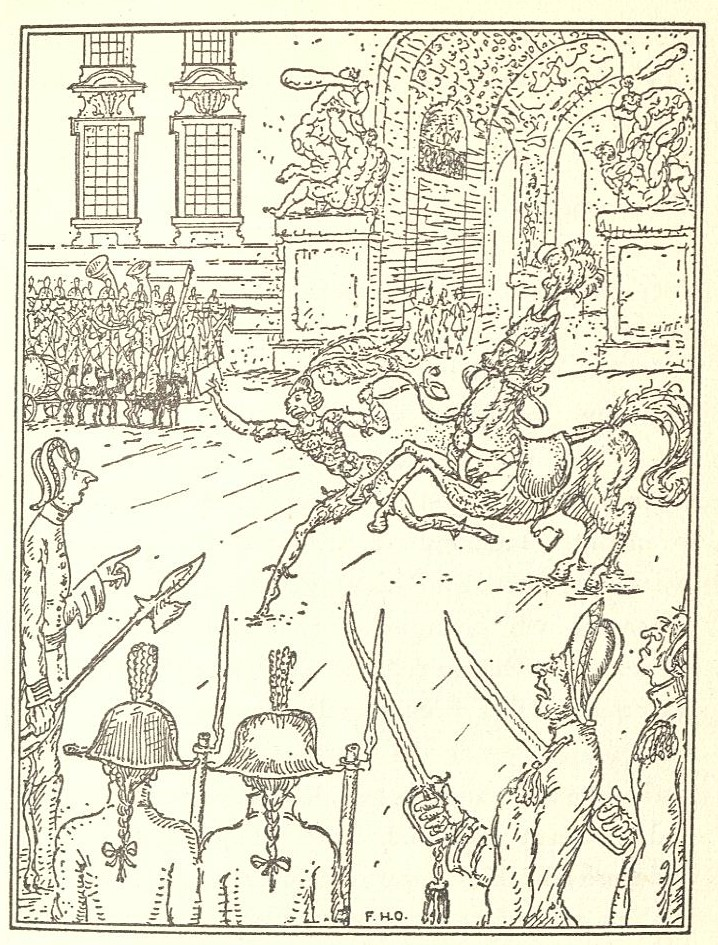
Illustration von F.H.O. (1928)

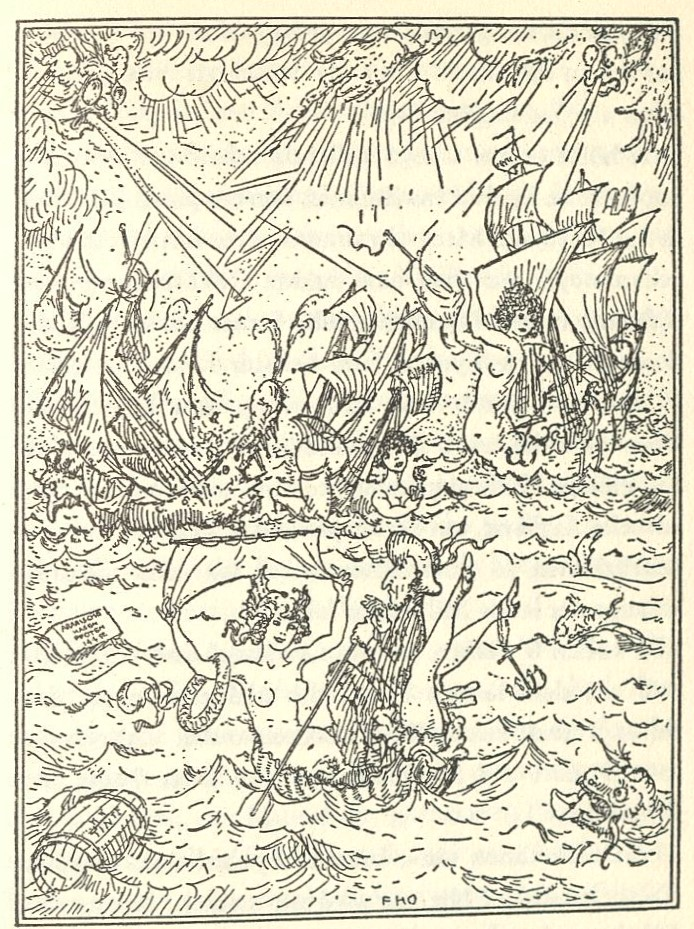
Illustration zur Geschichte Tragisches Ende eines korrekten Beamten (1928)

Fritz von Herzmanovsky-Orlando (* 30. April 1877 als Friedrich Josef Franz Ritter von Herzmanowsky  in Wien, Österreich-Ungarn; † 27. Mai 1954 auf Schloss Rametz bei Meran, Italien) war ein österreichischer Schriftsteller und Zeichner.

## Leben
Fritz von Herzmanovsky-Orlando war der Sohn von Emil Josef Ritter von Herzmanowsky, eines aus Tarnów stammenden k.k. Ministerialbeamten im Ackerbauministerium und dessen Gattin, der aus Kosmonosy gebürtigen Aloisia von Orlando. Er besuchte in Wien das Gymnasium Theresianum. Danach absolvierte er 1896–1903 ein Hochbaustudium an der Wiener Technischen Hochschule. Innerhalb der folgenden eineinhalb Jahre lernte er seinen dann lebenslangen Freund Alfred Kubin kennen und fand in München Anschluss an den Kreis der Kosmiker um Karl Wolfskehl, Ludwig Klages und Alfred Schuler. Herzmanovsky-Orlando arbeitete 1904/05 als angestellter, danach als selbständiger Architekt. 1911/12 gab er wegen schmerzhafter chronischer Nierentuberkulose seinen Beruf auf. Da er von Haus aus finanziell unabhängig war, lebte er von da an als Privatier für die Kunst, zeichnete, sammelte, restaurierte und schrieb. Die Krankheit führte zu mehreren Kuren und Reisen in den Süden. Unter anderem kam er mit seiner Frau Carmen Maria Schulista (* 17. Jänner 1891 in Budapest: † 1. April 1962 in Innsbruck) im Jahr 1913 an die nordöstliche Adria, 1914 über vier Monate lang nach Ägypten, Sizilien und Süditalien. 1916 übersiedelte er krankheitshalber in das bis 1918 österreichische Meran. 
Die Beziehung zu seiner Frau Maria Elisabeth Schulista, genannt Carmen, ist vermutlich durch eine Zeitungsannonce zustande gekommen. Zuvor hatte er die Verlobung mit Christine Kerry (* 16. September 1889 in Wien; † 23. Dezember 1978 in Bad Aussee) gelöst. Maria Elisabeth Schulista war die uneheliche Tochter der Josefa Schulista (* 18. Dezember 1871 in Adamsta; † 21. November 1895 in Wien), wuchs aber bei sehr begüterten Zieheltern, so bei dem englischen Großindustriellen Joe Hardy, auf. Die Hochzeit fand am 25. Februar 1911 in Wien statt.
Seit Anfang 1918 trug er mit behördlicher Erlaubnis auch den mütterlichen Familiennamen. Die Familie seiner Mutter reichte in den Schweizer Uradel zurück, sein Großvater Friedrich von Orlando war Rittergutsbesitzer in Kleindehsa im Deutschen Reich. Herzmanovsky-Orlando fälschte seinen Stammbaum sogar in die Zeit vor den Kreuzzügen. Trotz des Adelsaufhebungsgesetzes 1919 in Österreich führte er in Italien weiterhin seinen Adelstitel. Seit 1932 war Herzmanovsky-Orlando Mitglied der NSDAP (Auslandsorganisation). Eine Rolle dabei mag die uneheliche Geburt seiner Frau und die entsprechende Lücke im Ariernachweis gewesen sein. Der Briefverkehr verzeichnet mehrmals eine Vorladung Carmens im Dezember 1943 bei der Ortskommandantur Malcesine aufgrund einer Denunziation.
Durch den Anschluss Österreichs ans Deutsche Reich 1938 deutscher Staatsbürger geworden, war Herzmanovsky-Orlando durch die Optionsvereinbarung 1940 gezwungen, Südtirol zu verlassen. Da er krankheitsbedingt nicht nördlich der Alpen leben konnte, zog er nach Malcesine am Gardasee. Erst 1949 kehrte er nach Meran zurück. Seine letzten Lebensjahre verbrachte er im nahegelegenen Schloss Rametz, wo er am 17. Mai 1954 an Urämie verstarb.
Herzmanovsky verbrachte viele Sommer in seiner Villa in Ebensee-Rindbach, dem Feriendomizil seiner Familie. Hier empfing er einige Gäste, darunter die Journalistin Anni Hartmann sowie Hedi Juer, seine in Australien lebende Halbschwester.
Im Jahr 1970 wurde in Wien-Floridsdorf (21. Bezirk) die Herzmanovsky-Orlando-Gasse nach ihm benannt.

## Werk
Fritz von Herzmanovsky-Orlando konnte zu Lebzeiten nur sehr wenig veröffentlichen. Viele seiner Werke liegen nur in skizzenhafter Form vor. Sein umfangreiches schriftstellerisches Werk, das vorwiegend aus Prosa und Theaterstücken besteht, wurde erst postum durch die von Friedrich Torberg initiierte Gesamtausgabe bekannt.
Torberg griff als Herausgeber allerdings gravierend in Herzmanovsky-Orlandos Texte ein, was zu heftiger Kritik durch die Literaturwissenschaft führte. Beispielsweise änderte Torberg im Maskenspiel der Genien den Namen des „Reichs der Tarocke“ völlig willkürlich von „Tarockei“ auf „Tarockanien“, offensichtlich in Anlehnung an den Begriff „Kakanien“ in Robert Musils Mann ohne Eigenschaften. Herzmanovsky-Orlando schwebte jedoch ein gewisser Gleichklang mit der Türkei bzw. dem früheren Byzanz vor. Erst die zwei Jahrzehnte später erschienene zweite, von Germanisten herausgegebene Gesamtausgabe bietet einen zuverlässigen Originaltext. Friedrich Torberg konnte sich zudem einige Boshaftigkeiten nicht verkneifen, so soll er behauptet haben „Herzmanovsky habe wohl in seinem Leben nie mehr gelesen als den Heeresschematismus, die Zeitung für Bullterrierzucht, Biedermeier-Pornographie und den Gotha“. Und Marietta Torberg soll gesagt haben: „Ich komm ins Café Fischer, da sitzen zwei Möpse. Der eine war Herzmanovsky.“
Herzmanovsky-Orlando phantasierte sich in seinen Werken mit der „Tarockei“ ein mystisches Traumland, das er in einem ausschweifenden, barocken, ans Parodistische grenzenden Stil schilderte. Als Hauptfigur seines grotesk-phantastischen Romans Maskenspiel der Genien ließ er den italienischen Humanisten Cyriakus von Pizzicolli auftreten.
Neben Kontakten mit den Kosmikern und anderen, ebenso irrational-esoterisch ausgerichteten Strömungen lassen sich Verbindungen zur Esoterik bzw. Mystik bis hin zum rechtsesoterischen Gedankengut des Jörg Lanz von Liebenfels und zur Pseudowissenschaft erkennen. Fritz von Herzmanovsky-Orlando war Mitglied des von Jörg Lanz von Liebenfels gegründeten Neutempler-Ordens. Ein Beispiel seiner esoterischen Ausrichtung ist seine „Entdeckung“, dass die sagenumwobenen „saligen Frauen“ in Tirol, die auch in seinem „Tyroler Drachenspiel“ auftauchen, eigentlich Yoga-Mädchen seien, die an bestimmten Punkten, den so genannten „Erdnabeln“, durch Tänze Genmutationen hervorrufen könnten.
Seine bekannteste Arbeit als Architekt ist das Haus Wehrgasse 22 in Wien-Margareten, das er 1910 zusammen mit Fritz Keller erbaute. Darüber hinaus hat er an weiteren Gebäuden (u. a. Renovierung Burg Kreuzenstein, Renovierung der Festung Hohenwerfen, Restaurierung des Turmes von Schloss Tirol) und an Innenraumgestaltungen mitgewirkt.

## Werke

### Romane (Österreichische Trilogie)
- 1928 – Der Gaulschreck im Rosennetz. Eine Wiener Schnurre aus dem modernden Barock
- Rout am fliegenden Holländer
- Das Maskenspiel der Genien

### Dramen
- Die Fürstin von Cythera. Venezianische Maskenkomödie von F. von Orlando
- Kaiser Joseph II. und die Bahnwärterstochter. Eine dramatische Stimme aus Innerösterreich zum Klang gebracht durch Friedrich von Orlando Herrn und Landstand in Krain und auf der Windischen Mark, Patrizier von Triest und Fiume etc.etc. Von demselben demselben ehrfurchtsvoll gewidmet.
- ’s Wiesenhendl oder Der abgelehnte Drilling. Münchner Komödie in drei Aufzügen von Fritz von Orlando
- Prinz Hamlet der Osterhase oder „Selawie“ oder Baby Wallenstein. Eine Gesellschaftskomödie aus den feinsten Kreisen Böhmens und Mährens von Friedrich von Orlando
- Die Krone von Byzanz. Ein Mysterium aus dem Rokoko der Levante
- Exzellenzen ausstopfen – ein Unfug. Ein skandalöses Begebnis aus dem alten Wien (Prolog und 11 Bilder) gesungen von Friedrich von Orlando
- Das Tyroler Drachenspiel (Fragment)

### Hörspiel
- Der verirrte böse Hund

### Ballette und Pantomimen
- Der Zaubergarten oder Zweimal tot und lebendig. Ein Salzburger Ballett für nervenstarke Leute
- Die Fahrt ins Traumland. Surrealistisches Ballett
- Youghiogheny. Eine Pantomime. Vorspiel und ein Aufzug
- Diana und Endymion. Wiener Ballett in drei Aufzügen
- Der Raub der Europa. Pantomime in drei Aufzügen
- Abduhenendas mißratene Töchter. Groteske, getanzt, gesprochen und gesungen in vier Bildern
- Das Bajaderenopfer. Ballett

### Erzählungen
- Cavaliere Huscher oder von Ybs verhängnisvolle Meerfahrt. Eine Erzählung
- Dem Andenken der großen Naiven Stella Hohenfels
- Don Carlos. Ein Erlebnis
- Kleine Geschichten um Gustav Meyrink
- Beethovens letzte Magd. Eine historische Reminiszenz
- Onkel Tonis verpatzter Heiliger Abend
- Onkel Toni und Nietzsche
- Onkel Toni und die Klystierspritze
- Das Unheil breitet seine Fittiche über die Familie Watzka aus
- Das Unglück mit den Wanzen
- Das Familienbild
- Das jüngste Gericht
- Pater Kniakals erbauliche Predigt
- Der Mann mit den drei Schuhen
- Gibt es Wassertrompeter?
- Der konfuse Brief
- Der Zwerg im Nebel
- Der Kommandant von Kalymnos. Ein Mysterium aus dem Rokoko der Levante
- Apoll von Nichts. Novelle
- Apoll von Nichts. Skurrile Erzählung von Fritz von Herzmanovsky-Orlando (Meran)
- Der verirrte böse Hund. Erzählung

Skizzen, Fragmente und Briefe

### Buchausgaben
- Der Kommandant von Kalymnos. Wien 1926
- Der Gaulschreck im Rosennetz. A. Wolf Verlag, Wien 1928
- Der letzte Hofzwerg. Wien 1928
- Gesammelte Werke. (hrsg. und bearbeitet von Friedrich Torberg), Langen-Müller Verlag, München
  - Band 1. Der Gaulschreck im Rosennetz. 1957
  - Band 2. Maskenspiel der Genien. 1958
  - Band 3. Lustspiele und Ballette. 1960
  - Band 4. Cavaliere Huscher und andere Erzählungen. 1963
- Tarockanische Miniaturen. Graz u. a. 1964
- Zeichnungen. Salzburg 1965
- Zerbinettas Befreiung. Frankfurt am Main 1965
- Tarockanische Geheimnisse. Wien 1974
- Das Gesamtwerk. München u. a. 1975
- Kaiser Joseph und die Bahnwärterstochter. Frankfurt am Main 1975
- 's Wiesenhendl oder Der abgelehnte Drilling. Köln 1975
- Prinz Hamlet der Osterhase oder „Selawie“ oder Baby Wallenstein. Köln 1975
- Perle und Tarockanien. München 1980 (zusammen mit Alfred Kubin)
- Sämtliche Werke. Salzburg u. a.
  - Band 1. Österreichische Trilogie, 1. Der Gaulschreck im Rosennetz. (hrsg. u. kommentiert von Susanna Kirschl-Goldberg), Residenz Verlag, Salzburg-Wien 1983, ISBN 3-7017-0350-7.
  - Band 2. Österreichische Trilogie, 2. Rout am fliegenden Holländer. (hrsg. u. kommentiert von Susanna Kirschl-Goldberg), Residenz Verlag, Salzburg-Wien 1984, ISBN 3-7017-0364-7.
  - Band 3. Österreichische Trilogie, 3. Das Maskenspiel der Genien. (hrsg. u. kommentiert von Susanna Goldberg), Residenz Verlag, Salzburg-Wien 1989, ISBN 3-7017-0582-8.
  - Band 4. Erzählungen, Pantomimen und Ballette. (hrsg. und kommentiert von Klaralinda Ma-Kircher und Wendelin Schmidt-Dengler), Residenz Verlag, Salzburg-Wien 1991, ISBN 3-7017-0668-9.
  - Band 5. Zwischen Prosa und Drama. (hrsg. u. kommentiert von Susanna Kirschl-Goldberg), Residenz Verlag, Salzburg-Wien 1986, ISBN 3-7017-0439-2.
  - Band 6. Dramen. (hrsg. u. kommentiert von Klaralinda Kircher), Residenz Verlag, Salzburg-Wien 1985, ISBN 3-7017-0389-2.
  - Band 7. Der Briefwechsel mit Alfred Kubin 1903 bis 1952. (hrsg. u. kommentiert von Michael Klein), Residenz Verlag, Salzburg-Wien 1983, ISBN 3-7017-0351-5.
  - Band 8. Ausgewählte Briefwechsel 1885 bis 1954. (hrsg. u. kommentiert von Max Reinisch), Residenz Verlag, Salzburg-Wien 1989, ISBN 3-7017-0542-9.
  - Band 9. Skizzen und Fragmente. (hrsg. u. kommentiert von Klaralinda Ma-Kircher), Residenz Verlag, Salzburg-Wien 1992, ISBN 3-7017-0673-5.
  - Band 10. Sinfonietta Canzonetta Austriaca. (hrsg. und komm. von Susanna Goldberg), Residenz Verlag, Salzburg-Wien 1994, ISBN 3-7017-0674-3.
- Im Garten der Erkenntnis. Salzburg u. a. 1988
- Das Beste von Herzmanovsky-Orlando. Wien 1995
- Das grafische Werk. Krems (1987–1997)
  - Band 1. 1893–1899.
  - Band 2. 1900–1917.
  - Band 3. Druckgrafik.
  - Band 4. 1918–1920 Zeichnungen.
  - Band 5. 1918–1920 Skizzen.
  - Band 6. 1921–1954.
  - Band 7. Zur eigenen Literatur.
  - Band 8. Entwürfe, Scherenschnitte, Exlibris.
- Sämtliche Werke in drei Büchern bei Zweitausendeins, Zweitausendeins, Frankfurt am Main 1996, ISBN 3-86150-190-2 (Lizenzausgabe der Sämtlichen Werke, Residenz Verlag, 1983ff)
  - Buch 1: Band I (Der Gaulschreck im Rosennetz), Band II: Rout am Fliegenden Holländer, Band III: Das Maskenspiel der Genien, Band IV: Erzählungen, Pantomimen und Ballette
  - Buch 2: Band V: Zwischen Prosa und Drama, Band VI: Dramen, Band IX: Skizzen und Fragmente
  - Buch 3: Band X: Sinfonietta Canzonetta Austriaca
- Gaulschreck, Hofzwerg, Exzellenzen. München 2001
- Der Gaulschreck im Rosennetz. (hrsg. von Susanna Goldberg), Residenz Verlag, Salzburg-Wien 2004, ISBN 3-7017-1381-2.
- Scoglio Pomo oder Rout am Fliegenden Holländer. (hrsg. von Klaralinda Ma-Kircher), Residenz Verlag, St. Pölten-Salzburg 2007, ISBN 978-3-7017-1469-8.
- Prosa – Erzählungen und Skizzen. (hrsg. von Klaralinda Ma-Kircher), Residenz Verlag, St. Pölten-Salzburg 2008, ISBN 978-3-7017-1502-2.
- Das Maskenspiel der Genien. (hrsg. von Klaralinda Ma-Kircher), Residenz Verlag, St. Pölten-Salzburg 2010, ISBN 978-3-7017-1552-7.
- Der Gaulschreck im Rosennetz. (hrsg. von Klaralinda Ma-Kircher), Residenz Verlag, St. Pölten-Salzburg-Wien 2013, ISBN 978-3-7017-1609-8.
- Ausgewählte Werke. (hrsg. von Klaradlinda Ma-Kircher), Residenz Verlag, St. Pölten 2013, ISBN 978-3-7017-1619-7.